# Capcom Sports Club
Capcom Sports Club est un jeu vidéo de sport comportant trois mini-jeux de basket-ball, tennis et football développé et édité par Capcom en juillet 1997 sur CP System II. Les jeux sont intitulés Dunk Stars, Smash Stars et Kick Stars,.